# Leptometa hintzi
Leptometa hintzi är en fjärilsart som beskrevs av Erich Martin Hering 1928. Leptometa hintzi ingår i släktet Leptometa och familjen ädelspinnare. Inga underarter finns listade i Catalogue of Life.